# Эскимосская письменность
Эскимосская письменность — различные системы письма, употребляемые для эскимосских языков в России, США, Канаде и Гренландии. Эскимосские языки разделяются на две основные группы — юпикскую и инуитскую. В инуитскую группу входят гренландский язык (Гренландия), инуктитут (Канада) и аляскинско-инуитский язык (США). В юпикскую группу — центрально-юпикский язык (США), алютикский язык (США) и так называемый язык азиатских эскимосов (юитский; Россия и США). Эти языки используют различные системы письма — кириллицу, латиницу и канадское слоговое письмо.

## Письменность азиатских эскимосов
Азиатские эскимосы (юиты) населяют восточные районы Чукотского полуострова (Россия), а также принадлежащий США остров Святого Лаврентия. Язык азиатских эскимосов распадается на два диалекта, иногда считаемые отдельными языками, — науканский и чаплинский.
Старейшие памятники фиксации слов языка азиатских эскимосов относятся к концу XVIII века. В 1920-е годы учитель школы в бухте Провидения А. И. Караев, осетин по национальности, создал для эскимосского языка письменность на основе осетинской кириллицы. Однако впервые настоящая письменность для этого языка была разработана и внедрена в начале 1930-х годов в ходе процесса латинизации и создания письменностей для народов СССР. По первоначальному проекту алфавит имел следующий вид: A a, B в, C c, Ç ç, D d, E e, F f, H h, I i, J j, K k, L l, M m, N n, Ŋ ŋ, O o, P p, Q q, Ş ş, T t, U u, V v, W w, X x, Ƶ ƶ. В 1932 году была издана первая книга на языке азиатских эскимосов — букварь Xwaŋkuta Ihaput (Наша книга). В этом издании использовался другой вариант латинского алфавита: A a, B в, C c, D d, E e, F f, G g, H h, I i, Ь ь, J j, K k, L l, Ł ł, M m, N n, Ŋ ŋ, O o, P p, Q q, R r, S s, T t, U u, V v, W w, X x, Z z. В более поздних изданиях отсутствует буква X x. В основу литературного языка был положен более распространённый чаплинский диалект (язык).
В 1937 году эскимосский алфавит, как и другие алфавиты народов СССР, был переведён на кириллицу. После ряда реформ эскимосский алфавит принял современный вид:
| А а | Б б | В в | Г г | Ӷ ӷ   | Д д | Е е   | Ё ё | Ж ж   | З з | И и   |
| Й й | К к | Ӄ ӄ | Л л | Лъ лъ | М м | Мъ мъ | Н н | Нъ нъ | Ӈ ӈ | Ӈъ ӈъ |
| О о | П п | Р р | С с | Т т   | У у | Ў ў   | Ф ф | Х х   | Ӽ ӽ | Ц ц   |
| Ч ч | Ш ш | Щ щ | Ъ ъ | Ы ы   | Ь ь | Э э   | Ю ю | Я я   |     |       |

В учебной литературе над долгими гласными также ставятся диакритические знаки — макроны, а над краткими — бреве
Из-за технических и полиграфических трудностей в ряде изданий 1980-х — 2000-х годов буквы Ӷ ӷ, Ӄ ӄ, Ӈ ӈ, Ӽ ӽ заменялись либо на Гʼ гʼ, Кʼ кʼ, Нʼ нʼ, Хʼ хʼ, либо на Ґ ґ, Қ қ, Ң ң, Ҳ ҳ.
- К. С. Сергеева. Букварь. М.-Л.: Учпедгиз, 1937. Все буквы русского алфавита кроме Щ щ, Ъ ъ, Э э. Дополнительные буквы Вв вв, Кʼ кʼ, Лʼ лʼ, Нʼ нʼ, Рʼ рʼ
- Е. С. Рубцова; Аяхта; Гухуге. Букварь. Л.: Учпедгиз, 1947. Все буквы русского алфавита. Дополнительные буквы Гʼ гʼ, Кʼ кʼ, Лъ лъ, Мъ мъ, Нъ нъ, Нʼ нʼ, Нʼъ нʼъ, Хʼ хʼ
- Е. С. Рубцова; С. М. Гухуге. Букварь. М.-Л.: Учпедгиз, 1953. Все буквы русского алфавита. Дополнительные буквы Гʼ гʼ, Кʼ кʼ, Лъ лъ, Нъ нъ, Нʼ нʼ, Нʼъ нʼъ, Хʼ хʼ
- Г. А. Меновщиков Г. А.. Эскимосско-русский словарь. Л.: Учпедгиз, 1954. Все буквы русского алфавита. Дополнительные буквы Гʼ гʼ, Кʼ кʼ, Лъ лъ, Нъ нъ, Нʼ нʼ, Нʼъ нʼъ, Ў ў, Хʼ хʼ
- Е. С. Рубцова; С. М. Гухуге. Букварь. М.-Л.: «Просвещение», 1965. Все буквы русского алфавита. Дополнительные буквы Гʼ гʼ, Кʼ кʼ, Лъ лъ, Нъ нъ, Нʼ нʼ, Нʼъ нʼъ, Ў ў, Хʼ хʼ
- В. А. Анальквасак; Л. И. Айнана. Букварь. Л.: «Просвещение», 1974. Все буквы русского алфавита. Дополнительные буквы Гʼ гʼ, Кʼ кʼ, Лъ лъ, Нъ нъ, Нʼ нʼ, Ў ў, Хʼ хʼ
- Л. И. Айнана, В. А. Анальквасак; . Букварь. Л.: «Просвещение», 1985 и 1990. Все буквы русского алфавита. Дополнительные буквы Ӷ ӷ, Ӄ ӄ, Лъ лъ, Нъ нъ, Ӈ ӈ, Ў ў, Ӽ ӽ

В начале 1970-х годов в США был составлен алфавит для юитов острова Святого Лаврентия. Он имеет следующий вид: A a, B b, C c, D d, E e, F f, G g, H h, I i, J j, K k, L l, M m, N n, O o, P p, Q q, R r, S s, T t, U u, V v, W w, X x, Y y, Z z. Буквы B b, C c, D d, J j, O o, X x употребляются только в заимствованиях из английского языка. Долгие гласные обозначаются удвоением буквы. Кириллическим буквам ӷ, лъ, ӈ, нъ, х, ӽ, ш, ы соответствуют буквосочетания gh, ll, ng, nn, gg, ghgh, rr, e.

## Письменность алютикского языка
Носители алютикского языка проживают в США на острове Кадьяк, полуостровах Аляска и Сьюард, а также на побережье пролива Принца Уильяма.
Возникновение алютикской письменности связано с деятельностью миссионеров Русской православной церкви в начале XIX века. В 1804—1807 годах иеромонах Гедеон (Федотов) выполнил перевод молитвы «Отче наш» на «кадьякский язык». В этом переводе использовался кириллический алфавит без дополнительных букв. В 1847 году на кириллическом алфавите с дополнительными буквами был опубликован алютикский перевод «Священной истории и христианского катихизиса», а в 1848 году вышли Евангелие от Матфея и букварь. В букваре приведён следующий алфавит: А а, Г г, Г̦ г̦, Д д, Ж ж, И и, К к, Ԟ ԟ, Л л, М м, Н н, Ҥ ҥ, П п, Т т, У у, Ў ў, Х х, Ч ч, Ш ш, Ъ ъ, Ы ы, Ь ь, Ю ю, Я я. После продажи Аляски и Алеутских островов США алютикская кириллическая письменность постепенно вышла из обращения.
В 1970-е годы доктором Дж. Лиром был разработан алютикский алфавит на латинской основе. В 1979 году им был издан алютикский словарь-разговорник. Впоследствии в алфавит был внесён ряд мелких изменений, но в итоге он вернулся к варианту 1979 года. Алфавит имеет следующий вид: A a, C c, E e, F f, G g, Gw gw, Hm hm, Hn hn, Hng hng, I i, K k, Kw kw, L l, Ll ll, M m, N n, Ng ng, P p, Q q, R r, ʀ, S s, T t, U u, W w, Y y.

## Письменность центрально-юпикского языка
Носители центрально-юпикского языка проживают в США на западе Аляски между долинами рек Кускокуим и Юкон, а также в районе Бристольского залива.
Как и алютикская письменность, письменность центрально-юпикского языка возникла благодаря деятельности православных миссионеров. С начала XIX века стали появляться рукописные центрально-юпикские тексты, а в конце века появились и печатные публикации — переводы церковных книг. В этих произведениях использовался кириллический алфавит с дополнительными буквами. Так, в рукописи «Словарь церковных терминов», составленной священником Захарием Бельковым около 1880—1890 годов, приведён следующий алфавит «квихпакско-кускоквимского языка»: А а, В в, Г г, Г̑ г̑, Д д, Е е, З з, И и, К к, Ҟ ҟ, Л л, М м, Н н, Ҥ ҥ, О о, П п, С с, Т т, Т̑н т̑н, У у, Ў ў, Ф ф, Х х, Х̑ х̑, Ц ц, Ч ч, Ъ ъ, Ы ы, Ь ь, Э э, Ю ю, Я я, Й й. В других изданиях использовались другие варианты алфавита.
В первые годы XX века эскимос Уякук, крещёный Моравскими миссионерами, создал оригинальную логографическую письменность. Вскоре эта письменность развилась в слоговое письмо. Оба варианта письма ограниченно использовались в религиозной практике, но дальнейшего развития не получили.
Моравскими и католическими миссионерами также были составлены алфавиты центрально-юпикского языка на латинской графической основе. В разных изданиях и разных местностях использовались разные версии алфавита. Помимо стандартных латинских букв в этих алфавитах употреблялись символы ĸ, ł, l̂, ñ, а также диакритический знак циркумфлекс (ˆ) для обозначения долготы гласных. В 1970-е годы специалистами из университета Фэрбанкса были созданы единый алфавит и орфография центрально-юпикского языка. Современный алфавит имеет 18 букв: A a, C c, E e, G g, I i, K k, L l, M m, N n, P p, Q q, R r, S s, T t, U u, V v, W w, Y y. Некоторые звуки обозначаются сочетаниями букв vv [f], ll [l̯], ss [s], gg [h], rr [ḥ], mm [m̯], ng [ŋ], но отдельными буквами не считаются.

## Письменность аляскинско-инуитского языка
Письменность аляскинско-инуитского языка стихийно возникла во второй половине 1940-х годов на основе латинского алфавита. Разные исследователи использовали различные варианты алфавита. В 1972 году на собрании инуитских общин был принят стандартный алфавит и правила орфографии. В настоящее время алфавит аляскинско-инуитского языка выглядит так: A a, Ch ch, G g, Ġ ġ, H h, I i, K k, L l, Ḷ ḷ, Ł ł, Ł̣ ł ̣, M m, N n, Ŋ ŋ, Ñ ñ, P p, Q q, R r, S s, Sr sr, T t, U u, V v, Y y

## Письменность инуитов Канады
Первый список из 17 слов языка инуктитут был составлен участниками плавания М. Фробишера в 1576 году. Известны и более поздние списки слов. Однако возникновение письменности инуитов Канады относится к концу XVIII века и связано с деятельностью миссионеров Моравской церкви. Работы по созданию письменности на основе латинского алфавита начались в 1770-х годах. В 1791 году эта письменность начала преподаваться в миссионерской школе, а в 1809 на ней был напечатан сборник церковных гимнов. Однако эта письменность не имела стабильной нормы. В 1891 году вышла первая инуктитутская грамматика, в которой, под влиянием гренландского алфавита, было предложено обозначать удвоение гласной циркумфлексом, а фонему [q] обозначать буквой кра (Κʻ ĸ). Эта орфография нашла широкое применение на Лабрадоре.
В 1840 году миссионер Дж. Эванс разработал оригинальную систему слогового письма для индейского языка кри. В 1855 году миссионер Э. А. Уоткинс приспособил это слоговое письмо для языка инуктитут. В том же году аналогичную попытку предпринял его коллега Дж. Хорден, издав на слоговой азбуке перевод библейских стихов. До 1865 года варианты письменности Уоткинса и Хордена действовали параллельно. Благодаря усилиям других миссионеров к 1920-м годам слоговая письменность широко распространилась среди эскимосов северо-восточной Канады (кроме Лабрадора).
Для эскимосов северо-запада Канады, говорящих на языке инуиннактун, в конце XIX века миссионеры создали письменность на основе латинского алфавита. Эта письменность не была стандартизирована и не преподавалась в школах. Таким образом к 1950-м годам у эскимосов Канады сложились 3 варианта письменности — слоговая азбука на востоке Северо-Западных территорий и в арктической части Квебека, «моравская» орфография на основе латинского алфавита на Лабрадоре и нестандартизированная орфография на основе латинского алфавита на западе Северо-Западных территорий.
В 1957 году Федеральный департамент по делам Севера решил разработать стандартную латинскую письменность и орфографию для всех диалектов эскимосов Канады. В 1965 году лингвист Р. Ганье (Gagne) опубликовал проект этой письменности, однако она не нашла применения. В 1973 году за разработку единой письменности взялось только что созданное эскимосское общество «Inuit Tapiriit Kanatami». В результате полевых работ общества было решено, что нет необходимости создавать единый литературный язык эскимосов Канады, а использование слогового письма надо сохранить. В результате в 1976 году были утверждены две официальных стандартизированных инуитских письменности — слоговая и латинская. Однако это решение вызвало возражения со стороны носителей языка инуиннактун; в ходе дискуссий они согласились принять букву q, но добились права писать y вместо j. Ещё больше возражений было со стороны инуитов Лабрадора, привыкших к «моравской» орфографии. В итоге стандартизированный латинский алфавит был всё-таки введён, но он не стал обязательным для носителей разных диалектов.
Стандартизированный латинский алфавит для инуитов Канады включает следующие буквы: A a, B b, F f, G g, H h, I i, J j, Jj jj, K k, L l, Ł ł, M m, N n, P p, Q q, R r, S s, T t, U u, V v, ‘. Однако у разных диалектов имеются свои отличия: так, инуиннактун использует y вместо j; dj или tj вместо jj. Кроме того диалект нетсилик использует дополнительные буквы š, ř, ŋ.
Официальное слоговое письмо инуитов Канады выглядит так (эта же таблица в виде картинки):
| Короткий | Долгий | Транс. |  | Короткий | Долгий | Транс. |  | Короткий | Долгий | Транс. |  | Финальный | Транс. |
| -------- | ------ | ------ |  | -------- | ------ | ------ |  | -------- | ------ | ------ |  | --------- | ------ |
| ᐃ        | ᐄ      | i      |  | ᐅ        | ᐆ      | u      |  | ᐊ        | ᐋ      | a      |  | ᐦ         | h      |
| ᐱ        | ᐲ      | pi     |  | ᐳ        | ᐴ      | pu     |  | ᐸ        | ᐹ      | pa     |  | ᑉ         | p      |
| ᑎ        | ᑏ      | ti     |  | ᑐ        | ᑑ      | tu     |  | ᑕ        | ᑖ      | ta     |  | ᑦ         | t      |
| ᑭ        | ᑮ      | ki     |  | ᑯ        | ᑰ      | ku     |  | ᑲ        | ᑳ      | ka     |  | ᒃ         | k      |
| ᒋ        | ᒌ      | gi     |  | ᒍ        | ᒎ      | gu     |  | ᒐ        | ᒑ      | ga     |  | ᒡ         | g      |
| ᒥ        | ᒦ      | mi     |  | ᒧ        | ᒨ      | mu     |  | ᒪ        | ᒫ      | ma     |  | ᒻ         | m      |
| ᓂ        | ᓃ      | ni     |  | ᓄ        | ᓅ      | nu     |  | ᓇ        | ᓈ      | na     |  | ᓐ         | n      |
| ᓯ        | ᓰ      | si     |  | ᓱ        | ᓲ      | su     |  | ᓴ        | ᓵ      | sa     |  | ᔅ         | s      |
| ᓕ        | ᓖ      | li     |  | ᓗ        | ᓘ      | lu     |  | ᓚ        | ᓛ      | la     |  | ᓪ         | l      |
| ᔨ        | ᔩ      | ji     |  | ᔪ        | ᔫ      | ju     |  | ᔭ        | ᔮ      | ja     |  | ᔾ         | j      |
| ᕕ        | ᕖ      | vi     |  | ᕗ        | ᕘ      | vu     |  | ᕙ        | ᕚ      | va     |  | ᕝ         | v      |
| ᕆ        | ᕇ      | ri     |  | ᕈ        | ᕉ      | ru     |  | ᕋ        | ᕌ      | ra     |  | ᕐ         | r      |
| ᕿ        | ᖀ      | qi     |  | ᖁ        | ᖂ      | qu     |  | ᖃ        | ᖄ      | qa     |  | ᖅ         | q      |
| ᖏ        | ᖐ      | ngi    |  | ᖑ        | ᖒ      | ngu    |  | ᖓ        | ᖔ      | nga    |  | ᖕ         | ng     |
| ᙱ        | ᙲ      | nngi   |  | ᙳ        | ᙴ      | nngu   |  | ᙵ        | ᙶ      | nnga   |  | ᖖ         | nng    |
| ᖠ        | ᖡ      | łi     |  | ᖢ        | ᖣ      | łu     |  | ᖤ        | ᖥ      | ła     |  | ᖦ         | ł      |

В 2019 году организация инуитов Канады «Inuit Tapiriit Kanatami» приняла единый алфавит для всех инуитских языков страны. Он содержит 26 стандартных латинских букв без диакритических знаков.

## Письменность гренландского языка
Первые записи отдельных гренландских слов были выполнены участниками плавания Дж. Дейвиса в конце XVI века. В 1750 году миссионер П. Эгеде опубликовал первый словарь гренландского языка, в котором использовался латинский алфавит. В дальнейшем гренландский алфавит и орфография совершенствовались О. Фабрициусом. Однако в их трудах было велико влияние датской орфографии, а особенности гренландского языка во многом игнорировались. Это упущение было ликвидировано в 1851 году, когда миссионер С. П. Клейншмидт издал первую гренландскую грамматику, в которой изложил стройный вариант орфографии. Этот вариант алфавита использовался и в дальнейшем. Он содержал буквы A a, E e, F f, G g, H h, I i, J j, K k, L l, M m, N n, O o, P p, K‘ ĸ, R r, S s, T t, U u, V v, а также диакритические знаки. Циркумфлекс (ˆ) обозначал удвоение гласной, акут (´) — удвоение следующей за гласной согласной, тильда (˜) (иногда вместо неё использовался гравис (`)) — удвоение и гласной, и следующей за ней согласной. С диакритическими знаками использовались буквы Á á, Â â, Ã ã, Ê ê, Í í, Î î, Ĩ ĩ, Ô ô, Ú ú, Û û, Ũ ũ.
В 1973 году была проведена реформа гренландской письменности. Диакритические знаки были отменены: вместо ât/ît/ût стало писаться aat/iit/uut, вместо á/í/ú — a(kk)/i(kk)/u(kk), вместо ãt/ĩt/ũt или àt/ìt/ùt — aatt/iitt/uutt. Буквы ê и ô писались только перед r и q; в настоящее время вместо êr/êq/ôr/ôq пишется еr/eq/or/oq. Буква Κʻ ĸ была заменена на Q q. В итоге современный гренландский алфавит выглядит так: A a, E e, F f, G g, H h, I i, J j, K k, L l, M m, N n, O o, P p, Q q, R r, S s, T t, U u, V v. В заимствованных словах и именах собственных используются также буквы B b, C c, D d, W w, X x, Y y, Z z, Æ æ, Ø ø, Å å.